# 波皮夫卡 (比洛庫拉基內市鎮)
49°36′37″N 38°35′8″E / 49.61028°N 38.58556°E
波皮夫卡（烏克蘭語：Попівка）是位於烏克蘭東部的村莊，由盧甘斯克州斯瓦托韋區的比洛庫拉基內市鎮負責管轄。該村始建於十八世紀，面積0.83平方公里，海拔高度139米，2001年人口342，人口密度每平方公里410.6人。